# Aleksej Ivanov (schrijver)

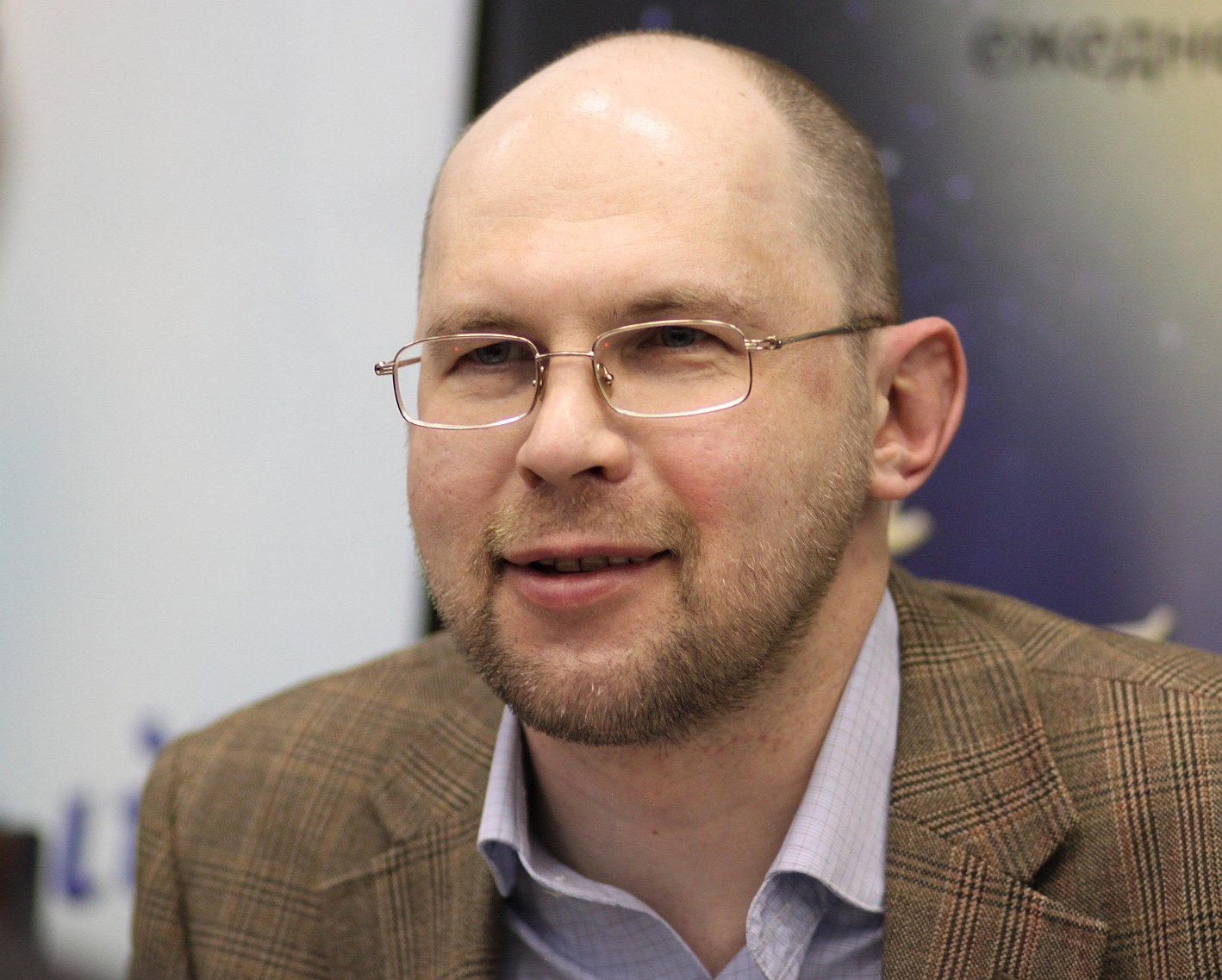
Aleksej Ivanov

Aleksej Viktorovitsj Ivanov (Russisch: Алексе́й Ви́кторович Ивано́в) (Gorki, 23 november 1969) is een Russisch schrijver van romans en reisgidsen.

## Biografie
Aleksej Ivanov werd geboren in Gorki (nu Nizjni Novgorod). In 1971 verhuisde zijn familie naar Perm. Al tijdens zijn middelbareschooltijd begon hij met het schrijven van korte verhalen. Hij studeerde journalistiek in Jekaterinenburg aan de Staatsuniversiteit van de Oeral. In 1987 studeerde hij af en begon daarna een studie kunstgeschiedenis aan dezelfde universiteit. In 1996 beëindigde hij zijn studie en keerde daarna terug naar Perm. Daar werkte hij vier jaar lang als gids bij een reisbureau. Eerder had hij baantjes als nachtwaker, docent en journalist. Hij bestudeerde de gebruiken en gewoonten van de bewoners van de Oeral en schreef hier vervolgens boeken over. Zijn schrijversdebuut maakte hij in 1990 in een tijdschrift met het verhaal De jacht op de grote beer.
In 1998 bood hij zijn manuscript van De man die zijn wereld opdronk aan bij verschillende uitgeverijen, maar zonder succes. In 2003 maakte hij een doorbraak met het boek Hart van Parma, dat in Rusland zeer goede recensies kreeg en aldaar tot een bestseller werd. Daarna werd het boek De man die zijn wereld opdronk wel uitgebracht. Dit boek werd eveneens een bestseller. 
Het laatste boek is ook in het Nederlands vertaald.